# Bongo Fury
Albums de Frank Zappa
One Size Fits All
(1975) Zoot Allures
(1976)
Bongo Fury est un album rock de Frank Zappa enregistré en public avec son ami d'enfance Captain Beefheart et en studio, sorti en 1975.

## Titres
1. Debra Kadabra [live] — 3 min 54 s
2. Carolina Hard-Core Ecstasy [live] — 5 min 59 s
3. Sam With the Showing Scalp Flat Top [live] — 2 min 51 s
4. Poofter's Froth Wyoming Plans Ahead [live] — 3 min 03 s
5. 200 Years Old — 4 min 32 s
6. Cucamonga — 2 min 24 s
7. Advance Romance [live] — 11 min 17 s
8. Man With the Woman Head [live] — 1 min 28 s
9. Muffin Man [live] — 5 min 34 s

Compositions de Frank Zappa, sauf les pistes 3 et 8 par Don Van Vliet (Captain Beefheart).

## Musiciens
- Frank Zappa : guitare, synthétiseur, chant
- Terry Bozzio : batterie (1 à 4,6 à 9)
- Napoleon Murphy Brock : saxophone, chant
- Captain Beefheart : chant, harmonica
- George Duke : claviers, chant
- Bruce Fowler : trombone
- Tom Fowler : basse
- Chester Thompson : batterie (5,6)
- Denny Walley : chant, slide guitare

## Production
- Production : Frank Zappa
- Ingénierie : Kerry McNab, Mike Braunstein, Kelly Kotera, Mike Stone, Davey Moire, Frank Hubach
- Direction Musicale : Frank Zappa
- Conception Pochette : Cal Shenkel
- Photo : John Williams